# Шустов, Сергей Борисович
Сергей Борисович Шустов (род. 5 декабря 1958, Яранск, Кировская область) — кандидат химических наук, Соросовский доцент (1996, 1997), писатель, художник-анималист, иллюстратор Красной Книги Нижегородской области,член Союза охраны птиц России (СОПР), специалист по ИТ-методикам и сервисам в экообразовании,  директор учебно-исследовательского полевого стационара «Сережа» (с.Пустынь Арзамасский р-н Нижегородской обл.).

## Биография
В 1981 году закончил с красным дипломом биологический факультет Нижегородского государственного университета имени Н.И.Лобачевского (Университет Лобачевского, ННГУ) Архивная копия от 25 апреля 2021 на Wayback Machine.
В 1993 году возглавил как научный координатор неправительственную общественную организацию — Информационно-консультационный центр «СТРИКС» при экоцентре «Дронт» Архивная копия от 14 января 2022 на Wayback Machine. Член Союза охраны птиц России (СОПР). В этом же году по приглашению Министерства окружающей среды Канады прочел цикл лекций в г. Сарния, Онтарио, Канада. Участвовал с докладами в работе Международных образовательных конференций и симпозиумов в Москве, Охриде (Македония) и Будапеште (Венгрия). Выпускник Программы Open World-2002 (Сиэтл, Вашингтон, США). С 1993 года Руководитель и соруководитель 29 успешных грантовых проектов в сфере экологии, экологического образования и ИТ-технологий в экообразовании (в том числе от Министерства природопользования НО и от ООО «Лукойл»).
В 1997—1998 гг. работал директором программы «Образование» в Нижегородском отделении Института «Открытое общество». 
С 1999 г. зам. директора Нижегородского регионального центра образовательных технологий (НРЦОТ) при Фонде «Открытый регион».
Выпускник Программы Open World-2002 (Сиэтл, Вашингтон, США).
В 2004 году участник проекта комитета охраны природы и управления природопользования Нижегородской области «Новые формы экологического образования» для педагогов Нижегородской области.
С 2006 г. директор учебно-исследовательского полевого стационара «Сережа» (с.Пустынь Арзамасский р-н Нижегородской обл.). На базе стационара прошли обучение по методам ведения экологических исследований и приемам природоохранной деятельности свыше 2 300 школьников и 200 студентов из школ, интернатов и ВУЗов города и области, а также около 100 педагогов из различных регионов России. На базе стационара прошли 6 Всероссийских и 1 международная конференций и семинаров по проблемам экообразования и экопросвещения.
В 2009 г. создал (как один из организаторов) «Медиалабораторию» - общественное объединение, призванное разрабатывать и применять на практике современные мобильные технологии и сервисы в экопросвещении и экообразовании школьников и студентов. В этом направлении подготовлены и изданы 3 учебных пособия (в соавторстве). В 2009 г. первыми в России эта группа апробировала на базе биостанции ННГУ мобильные нетбуки OLPC для школьников среднего звена в рамках Международного проекта «Цифровая экология-2009» (Россия-Нидерланды).
В настоящее время работает консультантом-экспертом в Нижегородском государственном педагогическом университете имени Козьмы Минина (Мининский университет) Архивная копия от 12 января 2022 на Wayback Machine.

## Деятельность
Автор более 140 публикаций в областях экологии и экологического образования, металлоорганической и биологической химии, орнитологии и эдьюкологии (в т.ч. 12 учебников и учебных пособий, среди которых «Химические основы экологии», М., Просвещение, 1995; «Environment and our global community”, NY, USA, 1995; «Введение в теорию ресурсов. Пособие для начинающего аналитика», Н.Новгород, 2008, «Теория ресурсов и ресурсные кризисы», Н.Новгород, 2009; а также 3 авторских свидетельств на открытия и изобретения).
Автор книг «Пустынские рассказы», «Перо сойки», «Бах», «Сказки для взрослых детей», «С детьми в лесу. Педагогическая флоэма с элементами осмоса и космоса», Флинта, Н.Новгород-Москва, 2020; 4 сборников стихов, лауреат Национальной Премии «Берестяной свиток» по экожурналистике (2002, 2003). Лауреат Международного конкурса писателей «Золотое перо России» (2005).
Автор 8-томной энциклопедии русской природы для детей и взрослых (1 книга – «Звери», 2-«Птицы», 3-«Бабочки и иные насекомые», 4- «У воды и под водой» (рыбы и прочие водные и околоводные обитатели), 5- «Дикие растения», 6- «Грибы», 7- «Домашние животные», 8- «Культурные растения»). Тираж каждой книги – 20 000 экз. Четыре книги были переизданы дополнительным тиражом.
С 2010 г. разработал и выпустил 76 специальных книжек для детей о природе России (тексты и рисунки – авторские). С 2012 г. – это подписное издание-журнал «Почемучкам обо всем на свете» (подписной индекс 12377). Тираж каждого выпуска – 20 000 экз.
Увлечения - анималистическая графика. Картины, посвященные исключительно русской природе, находятся в частных коллекциях во многих городах России, а также в Канаде, США, Великобритании, Германии и Франции. Публиковались в "Литературной газете", "Комсомольской правде", "Бюллетене СОПР" и других изданиях.  Иллюстратор 2 томов Красной Книги Нижегородской области. В 2014 г. иллюстрировал переиздание 1-го тома Красной книги НО. Рисунки использовались как элементы фирменного стиля Керженским государственным заповедником. Дизайнер (участник проекта) по разработке визит-центра Керженского заповедника.
Музыкант-любитель. Исполнение и аранжировка на синтезаторе произведений И.-С. Баха.

## Награды
- Премия Нижнего Новгорода (1996) в номинации «Высшее образование и наука».
- Национальная премия «Берестяной свиток» по экожурналистике (2002, 2003).
- 1996 - Лауреат премии Нижнего Новгорода в номинации "Высшее образование и наука".
- 2014 - Лауреат Национальной премии «Хрустальный компас» Русского географического общества (в номинации «Экопросвещение»).
- 2014 - Номинант проекта «Топ-50. Самые знаменитые люди Нижнего Новгорода» (журнал «Собака-НН», версия 2014 г.).
- 2016 - Лауреат  премии Нижегородской области в области охраны окружающей среды имени В.В. Найденко.
- 2017 - Лауреат премии им.В.Найденко (в номинации Экопросвещение).

## Публикации

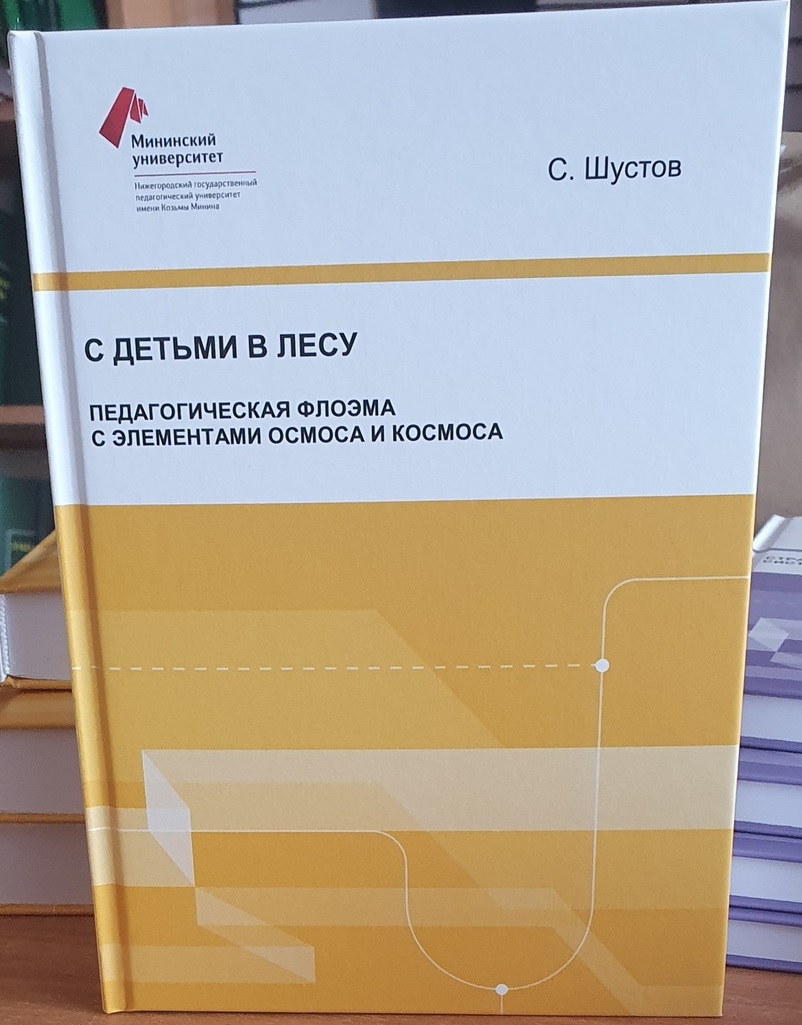
Шустов С.Б. С детьми в лесу. Педагогическая флоэма с элементами осмоса и космоса

### Художественные произведения
- Шустов С.Б. Не подряд. Сборник стихов. Барнаул. Книга.ру. 2021.
- Шустов С.Б. С детьми в лесу. Педагогическая флоэма с элементами осмоса и космоса. М., Флинта, 2020.
- Шустов С.Б. Бах. Эссе о Музыке и о Судьбе. М., Ridero, 2017.
- Шустов С.Б. Carpe viam. Сборник стихов. Н.Новгород, 2017
- Шустов С.Б. Три половины. Стихи. Н.Новгород, 2011

### Учебники и методическое пособия
- Химические основы экологии. — М.: Просвещение, 1995.
- Environment and our global community / Soros Foundation. — NY, 1995.
- Шустов С. Б., Неручев В. В., Орлов Е. В. Орнитологические исследования водоемов (метод. реком. по проведению экскурсий и учебно-исследовательских работ со школьниками). — Н. Новгород, 1993. − 36 с.
- Орлов Е. В., Шустов С. Б., Орлова К. А. Методические рекомендации по обследованию водоемов: Информ. бюллетень. — Н. Новгород: Экоцентр «Дронт», 1994. − 41 с.
- Shwetz I., Shustov S., Dobrotina N. Biodiversity; the Spice of Life // Environment and our global community / Soros Foundation. — New York, 1995. — P. 209—217.
- Неручев В. В., Шустов С. Б., Орлов Е. В. Наши зимующие птицы. Орнитологические исследования зимой в условиях населенного пункта: Информ.бюллетень. Вып.3 / Экоцентр «Дронт» — ИКЦ «СТРИКС». — Н.Новгород, 1994. − 39 с.
- Шустов С. Б. Программа «Химические основы экологии». Вып.16. — СПб., 1993. — С. 29-45.
- Орлов Е. В., Шустов С. Б., Шустова Л. В. Кислотность водоема (экологическая игра для школьников). — Н.Новгород: Экоцентр «Дронт»: ИКЦ «СТРИКС», 1995. − 28 с.
- Шустов С. Б., Шустова Л. В. Химия и экология: Учеб. пособие для учащихся. — Н.Новгород: Нижегородский гуманитарный Центр, 1994. − 239 с.
- Орлов Е. В., Шустов С. Б. Учебно-исследовательская работа в экспедициях с младшими школьниками // Педагогическое обозрение. — Н.Новгород, 1995. — С. 117—119.
- Шустов С. Б., Шустова Л. В. Химические основы экологии: Учебное пособие. — М.: Просвещение, 1995. − 239 с.
- Дмитриев А. И., Кудрявцев Л. Ф., Черешня О. П., Шустова Л. В., Шустов С. Б. Экологический практикум: проблемы загрязнения окружающей среды. — Н.Новгород: НГЦ, 1995. − 128 с.
- Шустов С. Б., Неручев В. В., Кузнецова Т. В. Они живут рядом с нами: Полевой иллюстрированный определитель птиц. — Н.Новгород: НГЦ, 1995. − 31 с.
- Шустов С. Б., Шустова Л. В., Кудрявцев Л. Ф. Программы учебных курсов образовательной области «Естествознание». — Н.Новгород: НГПУ, 1996. − 37 с.
- Швец И. М., Шустов С. Б., Добротина Н. А. Биоразнообразие // Окружающая среда и наше мировое сообщество. — Новосибирск, 1996. — С. 210—220.
- Шустов С. Б., Шустова Л. В. Химические основы экологии: Рабочая тетрадь к курсу. — Н.Новгород: ВВАГС, 1997. — 48 с.
- Орлов Е. В., Шустов С. Б. Начала экологии: Учеб. пособие для учащихся 7 классов. — Н.Новгород: Часовая техника, 1996. — 64 с.
- Шустова Л. В., Шустов С. Б. Химические аспекты экологии: Программа по экологическому образованию. — ИСАР, 1998. — 20 с.
- Сидоренко М. В., Федоровский Д. Н., Шустов С. Б., Орлов Е. В., Ануфриев Г. А., Неручев В. В., Воротников В. П. Экологические экскурсии в окрестностях Нижнего Новгорода. — Н.Новгород: Экоцентр «Дронт», 1998. — 284 с.
- Шустов С. Б., Ткачев К. Н., Каюмов А. А. Атлас животных Нижегородской области для детей. — Н.Новгород: МСоЭС: Экоцентр «Дронт»: ИКЦ «Стрикс», 2002. — 116 с.
- Шустов С. Б., Ткачев К. Н. Уроки рисования живого: Авторские методики. — Н.Новгород: Программа «РОЛЛ» ИУС: Экоцентр «Дронт»: ИКЦ «Стрикс», 2003. — 40 с.
- Шустов С.Б. Методические рекомендации к курсу «Концепции современного естествознания». — Н.Новгород: НГПУ, 2003. — 32 с.
- Шустов С.Б., Шустова Л.В., Горбенко Н.В. Химические аспекты экологии. Учебное пособие. М., Русское слово, 2016.
- Шустов С.Б. Теория ресурсов и ресурсные кризисы. Учебное пособие. Н.Новгород, НГПУ - Деловая Полиграфия, 2009.

### Произведения для детей
- Шустов С.Б. Бабочки России. — Н.Новгород: Газетный мир. — 13 500 экз. — («Знакомимся с живой природой»)
- Шустов С.Б. Большие звери русских лесов. — Н.Новгород: Газетный мир. — 13000 экз. — («Знакомимся с живой природой»)
- Шустов С.Б. Лягушки, жабы, ящерицы, змеи. — Н.Новгород: Газетный мир. — 15000 экз. — («Знакомимся с живой природой»)
- Шустов С.Б. Мелкие звери русских лесов. — Н.Новгород: Газетный мир. — 12000 экз. — («Знакомимся с живой природой»)
- Шустов С.Б. Птицы наших лесов. — Н.Новгород: Газетный мир. — 14 000 экз. — («Знакомимся с живой природой»)
- Шустов С.Б. Звери наших лесов и степей. Н.Новгород, Доброе слово, 2012
- Шустов С.Б. Птицы наших лесов и полей. Н.Новгород, Доброе слово, 2012
- Бабочки и их друзья. Н.Новгород, Доброе слово, 2012
- Шустов С.Б. Растения лесов, полей, лугов и болот. Н.Новгород, Доброе слово, 2012
- Шустов С.Б. Грибное царство. Н.Новгород, Доброе слово, 2012
- Шустов С.Б. Домашние питомцы. Н.Новгород, Доброе слово, 2013
- Шустов С.Б. Культурные растения. Н.Новгород, Доброе слово, 2014